# Armenië op het Eurovisiesongfestival 2006

Armenië debuteerde op het  Eurovisiesongfestival 2006.

## Selectieprocedure
Zanger André was intern uitgekozen om zijn land te vertegenwoordigen op het festival.
Het lied dat hij zong was Without your love, verder is er niks bekend over de selectieprocedure van dit jaar.
Armenië maakte een sterk debuut want in de halve finale werd André zesde en in de finale werd hij achtste.

## In Athene
In de halve finale moest men aantreden als 1ste net voor Bulgarije. Op het einde van de avond werd het land bij de finalisten gerekend.
Men eindigde op een 6de plaats met 150 punten.
Men ontving 6 keer het maximum van de punten.
België en Nederland hadden beiden 12 punten over voor deze inzending.
In de finale moest Armenië als vierentwintigste optreden , na Turkije. Op het einde van de puntentelling hadden de Armenen 129 punten verzameld, wat goed was voor een 8ste plaats. 
Men ontving twee keer het maximum van de punten. 
België en Nederland hadden respectievelijk 12 en 10 punten over voor deze inzending.

### Gekregen punten

#### Halve Finale
| 12 punten                                                    | 10 punten                        | 8 punten                                                       | 7 punten                             | 6 punten |
| ------------------------------------------------------------ | -------------------------------- | -------------------------------------------------------------- | ------------------------------------ | -------- |
| - België - Cyprus - Frankrijk - Nederland - Rusland - Spanje | - Griekenland - Israël - Turkije | - Bulgarije                                                    | - Duitsland - Oekraïne - Wit-Rusland |          |
| 5 punten                                                     | 4 punten                         | 3 punten                                                       | 2 punten                             | 1 punt   |
|                                                              |                                  | - Albanië - Polen - Verenigd Koninkrijk - Zweden - Zwitserland | - Moldavië - Roemenië                |          |

#### Finale
| 12 punten          | 10 punten                                       | 8 punten                                               | 7 punten            | 6 punten   |
| ------------------ | ----------------------------------------------- | ------------------------------------------------------ | ------------------- | ---------- |
| - België - Rusland | - Frankrijk - Griekenland - Nederland - Turkije | - Bulgarije - Israël - Oekraïne - Spanje - Wit-Rusland | - Cyprus - Moldavië |            |
| 5 punten           | 4 punten                                        | 3 punten                                               | 2 punten            | 1 punt     |
| - Polen            |                                                 | - Duitsland                                            | - Litouwen          | - Roemenië |

### Punten gegeven door Griekenland

#### Halve Finale
Punten gegeven in de halve finale:
| 12 punten | Rusland               |
| 10 punten | Oekraïne              |
| 8 punten  | Noord-Macedonië       |
| 7 punten  | Cyprus                |
| 6 punten  | Zweden                |
| 5 punten  | Bosnië en Herzegovina |
| 4 punten  | Nederland             |
| 3 punten  | Polen                 |
| 2 punten  | Slovenië              |
| 1 punt    | Albanië               |

#### Finale
Punten gegeven in de finale:
| 12 punten | Rusland               |
| 10 punten | Oekraïne              |
| 8 punten  | Griekenland           |
| 7 punten  | Noord-Macedonië       |
| 6 punten  | Zweden                |
| 5 punten  | Bosnië en Herzegovina |
| 4 punten  | Roemenië              |
| 3 punten  | Ierland               |
| 2 punten  | Frankrijk             |
| 1 punt    | Noorwegen             |

2006 · 2007 · 2008 · 2009 · 2010 · 2011 · 2012 · 2013 · 2014 · 2015 · 2016 · 2017 · 2018 · 2019 · 2020-2021 · 2022 · 2023 · 2024 · 2025